# Noel Gallagher's High Flying Birds
Noel Gallagher's High Flying Birds est un collectif formé par Noel Gallagher, compositeur et guitariste du groupe Oasis.
Ce groupe rassemble plusieurs musiciens de différents horizons : Noel Gallagher, Mike Rowe, Gem Archer, Chris Sharrock, Russell Pritchard, Jessica Greenfield, YSÉE, Charlotte Marionneau, le groupe Roxy, et Shannon Harris.

## Histoire

### La fin d’Oasis (2009)
Dès la sortie de Dig Out Your Soul (2008), de nombreuses rumeurs évoquent une volonté de Noel Gallagher de faire une carrière en solo. Toutefois, le 12 Juillet 2009, une annonce faite par l'attachée de presse d'Oasis dément cette rumeur.
Mais en moins de deux mois, les choses changent. À la suite d'une dispute violente entre les frères Gallagher en backstage du festival Rock en Seine, Noel annonce le 28 Août que le groupe Oasis « n’existe plus ».

### High Flying Birds (2011)

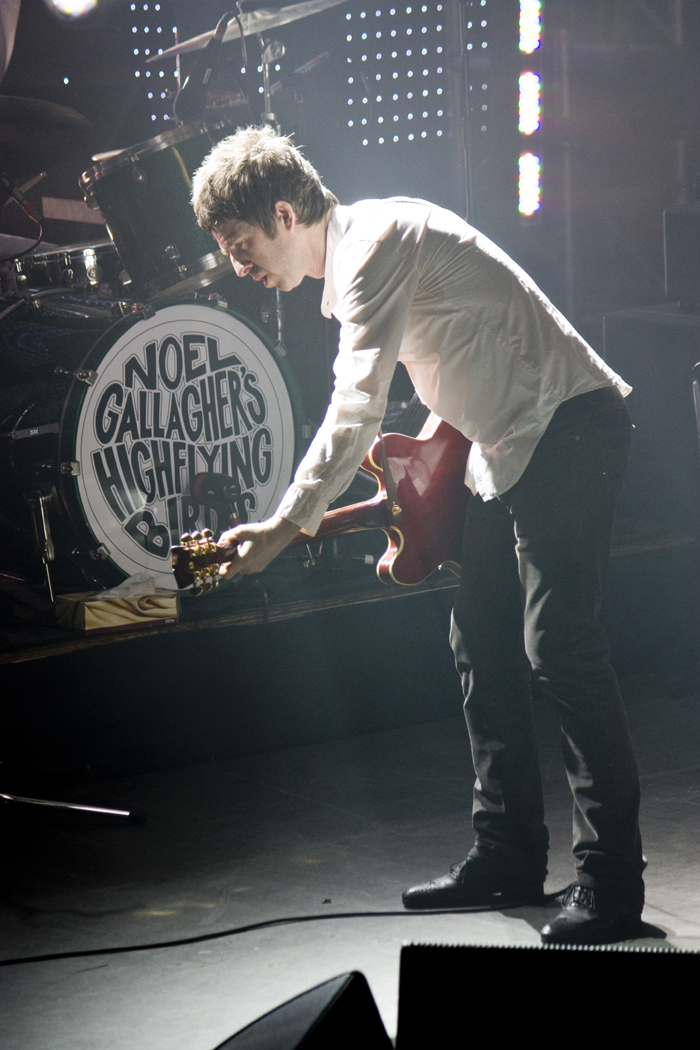
Noel Gallagher’s High Flying Birds, Barcelone, Mai 2012

2 ans après la séparation d’Oasis, durant l’été 2011, Noel Gallagher tient une conférence de presse à Londres durant laquelle il annonce la sortie d'un album éponyme, Noel Gallagher's High Flying Birds, le 17 Octobre 2011. Il fait également l’annonce d’une collaboration avec Amorphous Androgynous, mais celle-ci ne verra jamais le jour.
En Juillet 2011, il publie son premier single, The Death of You and Me. Quelques mois plus tard, les singles AKA... What a Life! et If I Had a Gun... sont un véritable succès, tout comme l’album qui se vend très rapidement.
En même temps que la sortie de l’album, Gallagher et ses High Flying Birds partent, pour la première fois, en tournée. À cette époque, Noel Gallagher est accompagné de Mike Rowe (clavier), Russell Pritchard (basse), Jeremy Stacey (batterie) et Tim Smith (guitare). La set-list de la tournée sera composée des nouvelles chansons de l’artiste anglais ainsi que de quelques titres emblématiques d’Oasis.
En Novembre 2011, Noel Gallagher publie un court-métrage sur sa chaîne YouTube, Ride The Tiger. Cette fiction rassemble les clips de ses singles précédents, réalisé par Mike Bruce.
Lors d’un concert à l’O2 de Londres, une captation DVD sera produite (International Magic Live). On y retrouve le concert entier des High Flying Birds avec des images du making of de la tournée. Plusieurs années plus tard, la rockstar britannique avouera qu’il a détesté cette date pour cause de problèmes techniques.

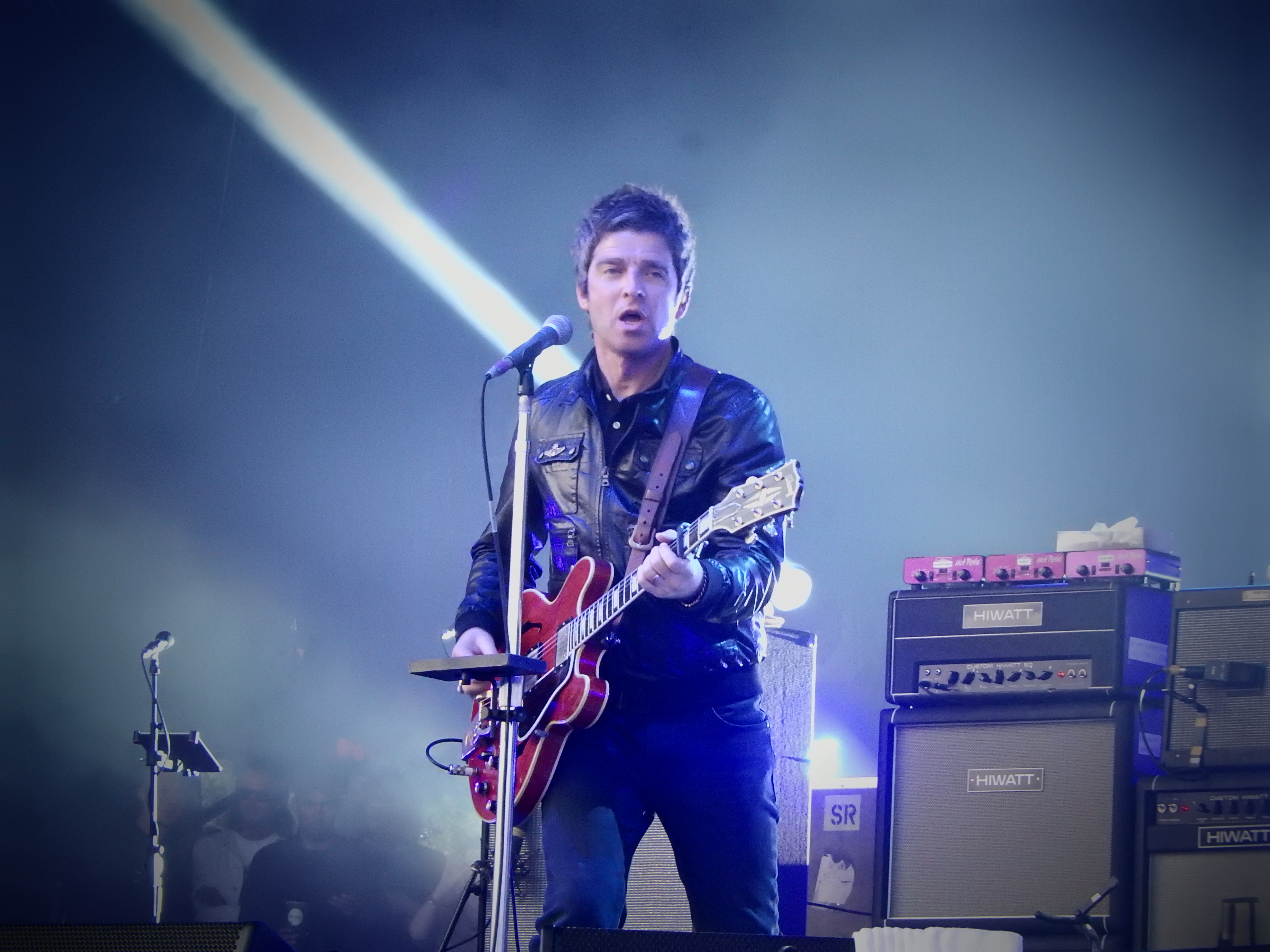
Noel Gallagher’s High Flying Birds, Londres, 2015

### Chasing Yesterday (2015)
Très rapidement après la fin de la première tournée, Gallagher se dit confiant de ce qui arrive pour la suite. En 2013, dans Talksport for Sports Bar, il annonce même avoir terminé d'écrire les chansons de son deuxième album solo.
L’année suivante, quelques informations fuitent sur ce deuxième album. On apprend que Rosie Danvers and The Wired Strings collabore avec Noel Gallagher à Abbey Road. Puis en Juin 2014, son épouse, Sara MacDonald, confirme sur Instagram que Noel Gallagher est en plein enregistrement d'un nouvel album.
En Octobre 2014, le titre du deuxième album, Chasing Yesterday est révélé, une date de sortie est prévue le 2 mars 2015. S’ensuit le premier single de l'album, In the Heat of the Moment, qui est publié le 17 Novembre 2014. Le single est accompagné de Do The Damage, qui figurera uniquement en tant que bonus dans l’album Chasing Yesterday.
Le 12 Janvier 2015, le deuxième single Ballad Of The Mighty I sort. Cette sortie s’illustre avec un clip, mythique chez les fans de Noel Gallagher’s High Flying Birds. On y voit le leader marcher dans les rues anglaises, avant de retrouver son groupe. Tout cela est agrémenté de références à Chris Martin, ou encore au frère de Noel, Liam Gallagher. Cette chanson est un succès tout comme les prochains singles, Riverman, ou encore Lock All The Doors.
Le Chasing Yesterday Tour dure 2 ans (2015-2016). Au cours de cette tournée mondiale, Noel Gallagher fait des aller-retours en studio pour préparer son troisième album. Cette tournée se conclut en Septembre 2016, au Brixton Academy, avec comme guests Johnny Marr et Paul Weller.

### Who Built The Moon? (2017)
Dès la fin de la tournée de Chasing Yesterday, Noel Gallagher annonce travailler sur un troisième album studio avec le producteur David Holmes. Ce projet, qui a pris 5 ans à être achevé, est une nouvelle étape dans la carrière du guitariste anglais. Holmes lui propose de travailler d’une nouvelle manière : venir à Belfast, sans chansons déjà écrites, et avec une guitare qu’il n’a jamais utilisé. Noel Gallagher fera plusieurs révélations sur le processus de création de l’album : « La première année où nous avons conçus l’album, rien n’était abouti. On avait des pistes, c’est tout. Parfois je sortais du studio, ma femme me demandait ce que j’avais fait, je lui répondais que je n’en avais aucune idée ! J’ai utilisé des synthétiseurs sans savoir en jouer ! ».
Who Built The Moon?, le troisième album solo de The Chief, marque une nouvelle ère chez les High Flying Birds. Des sonorités psychédéliques et discos sont utilisées pour la première fois par l’artiste anglais. C’est également l’album des nouvelles collaborations et de l’agrandissement du collectif : YSÉE chante sur Fort Knox et Be Careful What You Wish For. Charlotte Marionneau chante en français sur It’s A Beautiful World. Johnny Marr apporte sa touche personnelle dans If Love Is The Law. C’est également la venue de Gem Archer (guitare) et Chris Sharrock (batterie) au sein du groupe, tous les deux ex-membres d’Oasis.

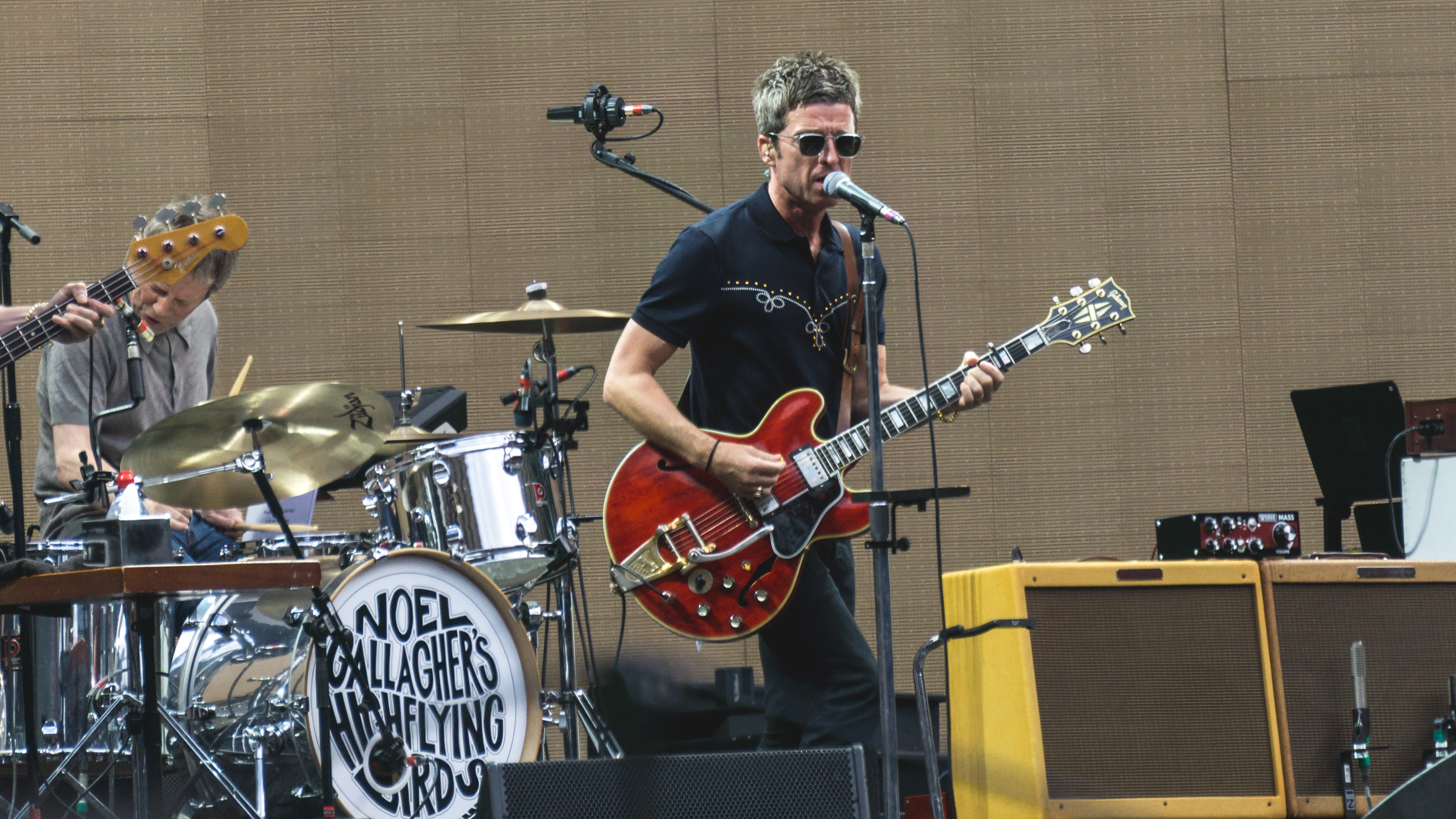
Noel Gallagher’s High Flying Birds, Londres, Juillet 2017

Pour préparer son retour, Noel Gallagher’s High Flying Birds feront les premières parties de U2 lors de l’été 2017. Au cours de ces shows, Gallagher interprète le premier single de son nouvel album, à savoir Holy Mountain. Ce single provoque des réactions diverses chez les fans : « Certains le détestent, d’autres en sont dingues ! » dira Noel Gallagher. Cependant, plusieurs mois plus tard, après l’avoir joué à plusieurs reprises, ce titre fera l’unanimité et sera même considéré comme un classique pour le public du chanteur anglais.
Le 24 Novembre 2017, l’album Who Built The Moon? paraît. Pour la promotion de l’album, les singles s’enchaînent, ainsi qu’un documentaire exclusif sur Apple Music nommé On The Record : Noel Gallagher’s High Flying Birds, Who Built The Moon?. Le chanteur anglais fait le tour des plateaux télés dont une prestation remarquée à Later… With Jools Holland, fin 2017.
Dès 2018, une tournée mondiale est entamée (Stranding On The Earth World Tour) qui débute aux États-Unis, et qui se termine prématurément en 2020, à cause de la pandémie du Covid-19. Un livre de photos de la tournée par Sharon Latham, Any Road Will Get Us There (If We Don't Know Where We're Going), est publié au cours de la tournée.

### Black Star Dancing (2019), This Is The Place (2019) & Blue Moon Rising (2020)
Fin 2018, en pleine pause de la tournée du Stranding On The Earth World Tour, Noel Gallagher remporte un Q Award remis par Bono. Lors d’un entretien accordé lors de cette cérémonie, le chanteur annonce travailler sur un prochain projet. Ce projet est la sortie de 3 EP’s qui sortent tout au long de l’année 2019, et au début de l’année 2020. 3 nouvelles chansons ainsi que 2 remix sont disponibles pour chaque EP’s. 

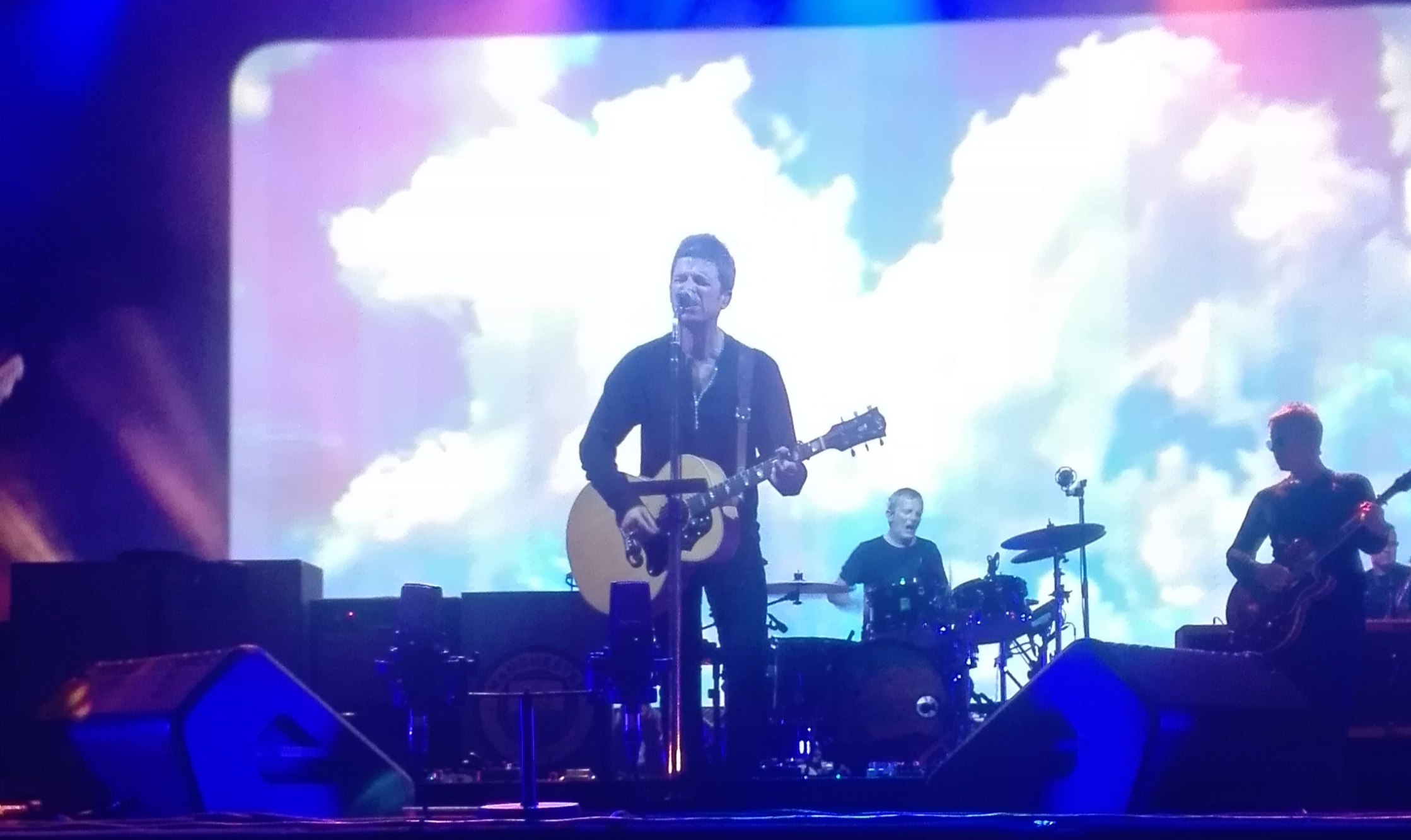
Noel Gallagher’s High Flying Birds, Italie, Juillet 2019

Black Star Dancing est le titre ainsi que le single du premier EP, sorti le 14 Juin 2019. Ce titre marque une nouvelle fois diverses réactions chez les fans du groupe. Gallagher explore un son disco, inspiré par le titre Fashion de David Bowie, et validé Nile Rodgers, lui-même. Noel Gallagher se montre très fier de cette chanson qu’il a composé à la basse, une nouvelle méthode pour lui. Rattling Rose et Sail On sont les deux autres chansons de cet EP.
Le 27 Septembre 2019 paraît This Is The Place, la suite logique de Black Star Dancing. Le titre est un clin d’œil à Manchester, plus précisément au poème de Tony Walsh qui compte beaucoup pour Gallagher. This Is The Place, A Dream Is All I Need To Get By et Evil Flower sont les trois nouvelles créations.
Fin 2019, lors d’un concert en Australie, Noel Gallagher et son collectif dévoilent Wandering Star. Ce titre, qui rassemble les fans d’Oasis, figure sur le dernier EP de la trilogie. Les trois nouvelles chansons, Blue Moon Rising, Wandering Star, et Come On Outside, sortent en Mars 2020.

### Back The Way We Came Vol.1 (2021)
Lors du confinement de la pandémie du Covid-19, la star anglaise finit de construire son studio à Londres, Lone Star Studio. En voyant la date d’anniversaire de son groupe arriver, Noel Gallagher décide de préparer un best-of des High Flying Birds qui retrace les dix premières années du groupe.
Back The Way We Came Vol.1, traverse une décennie éclectique avec des morceaux comme The Death Of You And Me, Lock All The Doors, en passant par Holy Mountain, ou encore Blue Moon Rising. Deux morceaux inédits sont ajoutés dans cette compilation. Tout d’abord We’re On Our Way Now qui est considéré par Noel Gallagher comme l’un de ses essentiels. Puis Flying On The Ground qui sonne comme une rencontre entre la Motown et Burt Bacharach.  

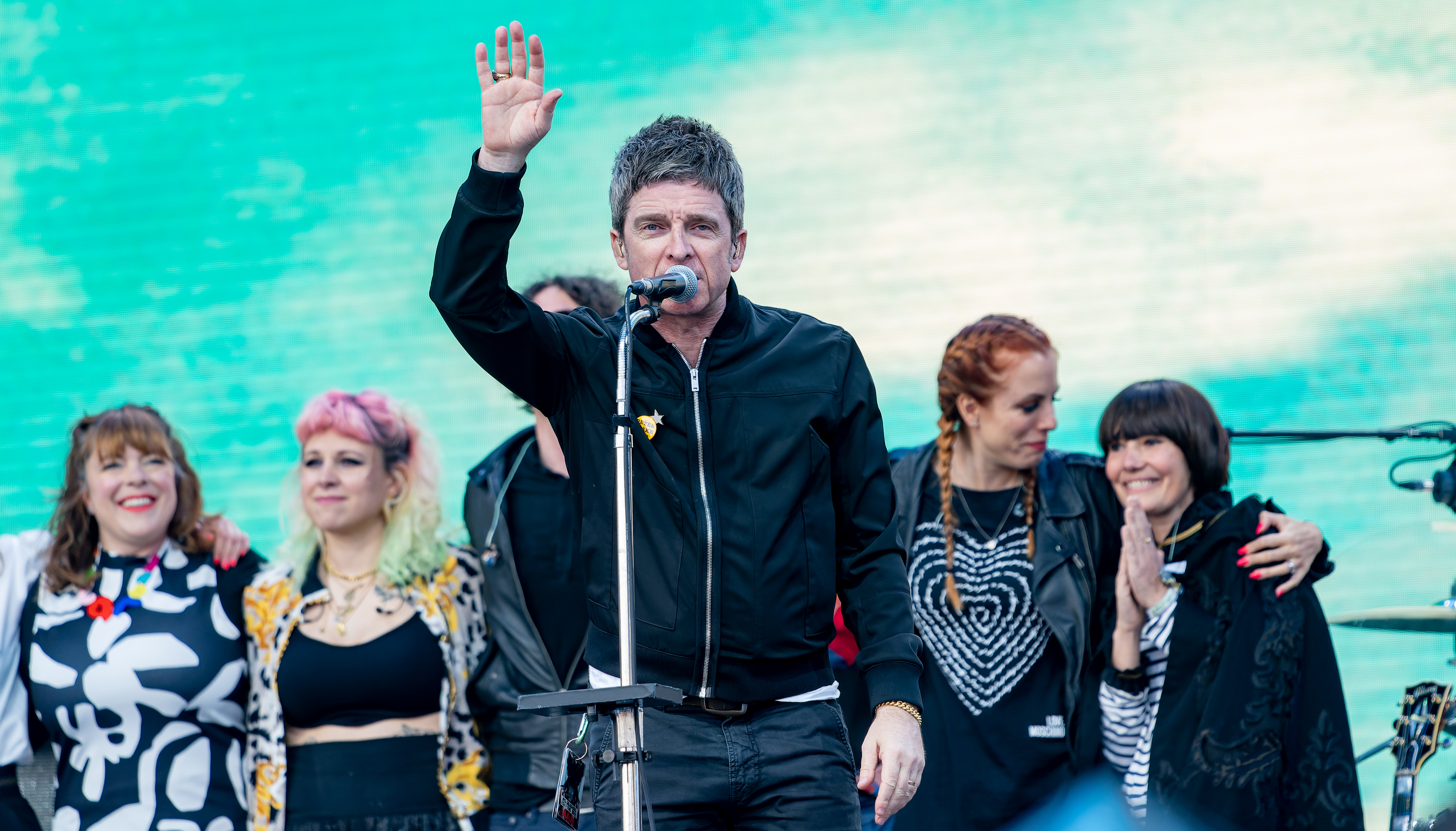
Noel Gallagher’s High Flying Birds, Glastonbury, Juin 2022

Cette compilation est un véritable succès : Le disque se glisse, comme pour ses trois premiers albums, premier dans les charts anglais. Des instrumentaux, des remix ainsi que des versions acoustiques sont également les atouts majeurs de ce disque.
Un an après, pour fêter cet anniversaire, Noel Gallagher’s High Flying Birds ont fait une tournée au Royaume-Uni au mois de Juin 2022. Celle-ci s’est terminée par une date importante à Glastonbury.

### Council Skies (2023)
Durant la promotion de son album best of Back The Way We Came Vol.1, Noel Gallagher évoque à plusieurs reprises son enregistrement de ce qui sera son quatrième album solo. Très rapidement, l’artiste anglais révèle que le son imposé de cet album est très orchestral. Il n’hésite également pas à dévoiler quelques noms de chansons qui figurent dans son prochain projet, comme Pretty Boy ou encore Dead To The World.
Council Skies a été écrit lors de la pandémie du Covid-19, de 2020 à 2022. En Décembre 2020, soit 3 ans avant la sortie de ce projet, le leader des High Flying Birds sort une démo du nom de We’re Gonna Get There In The End (Démo). Selon lui, elle correspond parfaitement à la période de pandémie, et bien qu’elle soit encore au stade de démo, elle mérite d’être dévoilée. Il fera de même l’année suivante avec Trying To Find A World That’s Been And Gone (Part 1 - Démo). Ces deux chansons apparaissent, en version achevée, dans le quatrième album de Noel Gallagher, et dans un EP nommé Magic Secrets #1, sorti en 2022.
Le 31 Octobre 2022, Noel Gallagher sort le premier single de Council Skies, du nom de Pretty Boy. Elle est la toute première chanson qu’il a écrite pour ce nouvel album. À la guitare, on peut y retrouver Johnny Marr, l’ancien membre de The Smiths. Inspirée par David Bowie et The Cure, cette chanson connaît un remix crée par Robert Smith.
En fin d’année 2022, l’artiste anglais diffuse les orchestrations d’I’m Not Giving Up Tonight et Dead To The World sur ses réseaux sociaux, alors que les versions complètes ne sont pas encore disponibles. Ces vidéos sont filmées par Noel Gallagher lui-même, à Abbey Road.
Le 17 Janvier 2023, le deuxième single Easy Now sort, accompagné de son clip avec l’actrice Milly Alcock. Cette chanson est un succès auprès des fans de Noel Gallagher’s High Flying Birds, qui l’a considère comme un futur classique. Le même jour, Noel Gallagher annonce officiellement le titre, la pochette ainsi que la date de sortie de son nouvel album solo.
L’ancien membre d’Oasis décrit son album comme un retour au début, sans être pour autant nostalgique. Il se rappelle les moments où au début des années 1990, il regardait le ciel en se demandant ce que pourrait être sa vie. C’est à la lecture du livre Council Skies de Pete Mckee, que Noel Gallagher décide de nommer son quatrième album ainsi.
En Mars 2023, Jo Whiley dévoile, depuis son émission de radio à la BBC Radio 2, le troisième single du nom de Dead To The World. Selon Noel Gallagher, cette chanson « a une vibe de film noir. Cela ressemble à aucune chanson que j’ai déjà écrite. C’est très mélancolique. ». L’idée de Dead To The World est venu lorsqu’après un concert en Argentine, Noel Gallagher peinait à s’endormir à cause de fans qui chantaient ses tubes à l’extérieur de son hôtel. Cela lui a inspiré quelques paroles : « Gonna write you a song, Won’t take me long, You can change all the words, And still get them wrong ».
1 mois plus tard, un nouveau single, Council Skies, qui porte le même nom que l’album, sort sur toutes les plateformes. Ce single est un hommage aux racines du chanteur britannique, et en particulier à sa ville natale, Manchester. Dans le clip vidéo, réalisé par Dan Cadan & Jonathan Mowatt, on y voit plusieurs lieux et paysages de la ville anglaise.
Le 31 Mai 2023, soit 2 jours avant la sortie officielle de l’album Council Skies, le titre Open The Door, See What You Find est dévoilé en surprise sur la chaîne YouTube de Noel Gallagher. Le lendemain, une session live à la Piano Room de la BBC Radio est également mise en ligne. 3 chansons sont chantées par le groupe, accompagné d’un orchestre. On y retrouve Aka… What A Life!, chanson du tout premier album, Council Skies, qui est joué en live pour la première fois, ainsi qu’un surprenant cover de Joy Division, Love Will Tear Us Apart.
Le 2 juin 2023, le quatrième album de Noel Gallagher’s High Flying Birds, Council Skies, est dévoilé. Une version deluxe est disponible le même jour, avec des bonus, des instrumentaux, des remix, et des sessions live. La critique à l’international est unanime : Noel Gallagher vient de signer son meilleur album en solo. Que ce soit dans les paroles, ou dans la structure des titres, l’ancien membre d’Oasis semble s’être surpassé pour cet album.
En 2023, Noel Gallagher’s High Flying Birds fait son grand retour sur scène. Tout d’abord, une tournée aux États-Unis est mise en place avec le groupe Garbage. Puis dès Juillet 2023, Noel Gallagher sillonne le Royaume-Uni, l’Europe, le Mexique et l’Asie pour promouvoir son dernier album.
De passage à Düsseldorf lors de la tournée, le leader dévoile lors d’une interview que 2 prochains albums sont en préparation : l’un entièrement acoustique, l’autre avec « des titres très rocks, pour les stades. »
En Décembre, Noel Gallagher marque plusieurs surprises pour terminer l’année 2023 en beauté. Tout d’abord en sortant Abbey Road Sessions sur toutes les plateformes. Cet EP propose 2 titres d’Oasis accompagnés par les High Flying Birds : The Masterplan & Going Nowhere. L’enregistrement a eu lieu en Mai 2023 à Abbey Road lors des répétitions de la tournée qui s’annonçait. Ensuite, le 24 Décembre sort la version démo de Love Will Tear Us Apart, cover de Joy Division. Enfin, le 31 Décembre 2023, Noel Gallagher dévoile une démo d’une nouvelle chanson acoustique, In A Little While. Ces deux demos sortent sous forme d’EP dans Magic Secrets #2, courant 2024.
En Août 2024, durant la dernière date de la tournée, le leader des High Flying Birds dévoile certaines choses lors de ce concert au Y Not Festival. Tout d’abord, lorsqu’un fan lui demande si la prochaine tournée aura lieu en 2025 ou 2026, Noel Gallagher lui répond : « Aucun des deux. », tout en expliquant qu’il doit d’abord concevoir le prochain album, mais qu’il en a déjà un de « très bien » en stock. Juste après cette interaction, et avant de jouer un des titres d’Oasis en live, le chanteur clame : « Tout le monde aime Oasis, non ? Donc attachez vos ceintures… ». De quoi intensifier les rumeurs chez les fans et les médias d’une possible réunification du groupe mythique…

### Le retour d’Oasis (2024-2025)
Lors de l’été 2024, quelques semaines après la fin du Council Skies Tour, Noel Gallagher ainsi que son frère Liam Gallagher publient une annonce commune sur leurs réseaux sociaux. Un bandeau inscrit : « 27.08.24 » apparaît, date qui rappelle le jour de la séparation de leur groupe, 15 ans auparavant. 
Le jour de la date annoncée, le 27 Août 2024, la rumeur est confirmée : le groupe Oasis est réformée pour une série de dates à travers le Royaume-Uni, l’Amérique (Nord et Sud), l’Australie et l’Asie, dès l’été 2025.  
Cela marquera donc une pause du collectif Noel Gallagher’s High Flying Birds.  

## Membres

### Membres actuels
- Noel Gallagher – chant, guitare solo, guitare rythmique (depuis 2011)[4]
- Mike Rowe – claviers (depuis 2011)[4]
- Russell Pritchard – basse, chœurs (depuis 2011)[4]
- Chris Sharrock – batterie (depuis 2016)[5]
- Gem Archer – guitare solo, guitare rythmique (depuis 2016)[6]
- Jessica Greenfield - claviers, percussions, chœur (depuis 2017)
- YSÉE - chœur (depuis 2017)
- Charlotte Marionneau - chœur, percussions, ciseaux (depuis 2017)
- Roxy (groupe) - chœur (depuis 2019)
- Shannon Harris - claviers (depuis 2023)

### Anciens membres
- Jeremy Stacey – batterie (2011–2016)[7]
- Tim Smith – guitare solo, guitare rythmique, chœurs (2011–2016)[4]

## Discographie

### Singles
- The Death Of You And Me (2011)
- AKA... What A Life! (2011)
- If I Had A Gun... (2011)
- Dream On (2012)
- Everybody's On The Run (2012)
- In The Heat Of The Moment (2014)
- The Dying Of The Light (Demo) (2015)
- Ballad Of The Mighty I (2015)
- Riverman (2015)
- Lock All The Doors (2015)
- The Dying Of The Light (2015)
- El Mexicano (2016)
- Holy Mountain (2017)
- It's A Beautiful World (2017)
- She Taught Me How To Fly (2018)
- If Love Is The Law (2018)
- Black Star Dancing (2019)
- This Is The Place (2019)
- Wandering Star (2019)
- Blue Moon Rising (2020)
- We're On Our Way Now (2021)
- Flying On The Ground (2021)
- Pretty Boy (2022)
- Easy Now (2023)
- Dead To The World (2023)
- Council Skies (2023)
- Open The Door, See What You Find (2023)
- Love Will Tear Us Apart (Demo) (2023)
- In A Little While (Demo) (2023)